# Macclesfield
Macclesfield è una città di 50 688 abitanti della contea del Cheshire, in Inghilterra.

## Amministrazione

### Gemellaggi
- Eckernförde